# Sceloporus graciosus
Sceloporus graciosus (полинова ігуана) — вид ігуаноподібних ящірок родини фриносомових (Phrynosomatidae). Ендемік Сполучених Штатів Америки.

## Підвиди
Виділяють два підвиди:

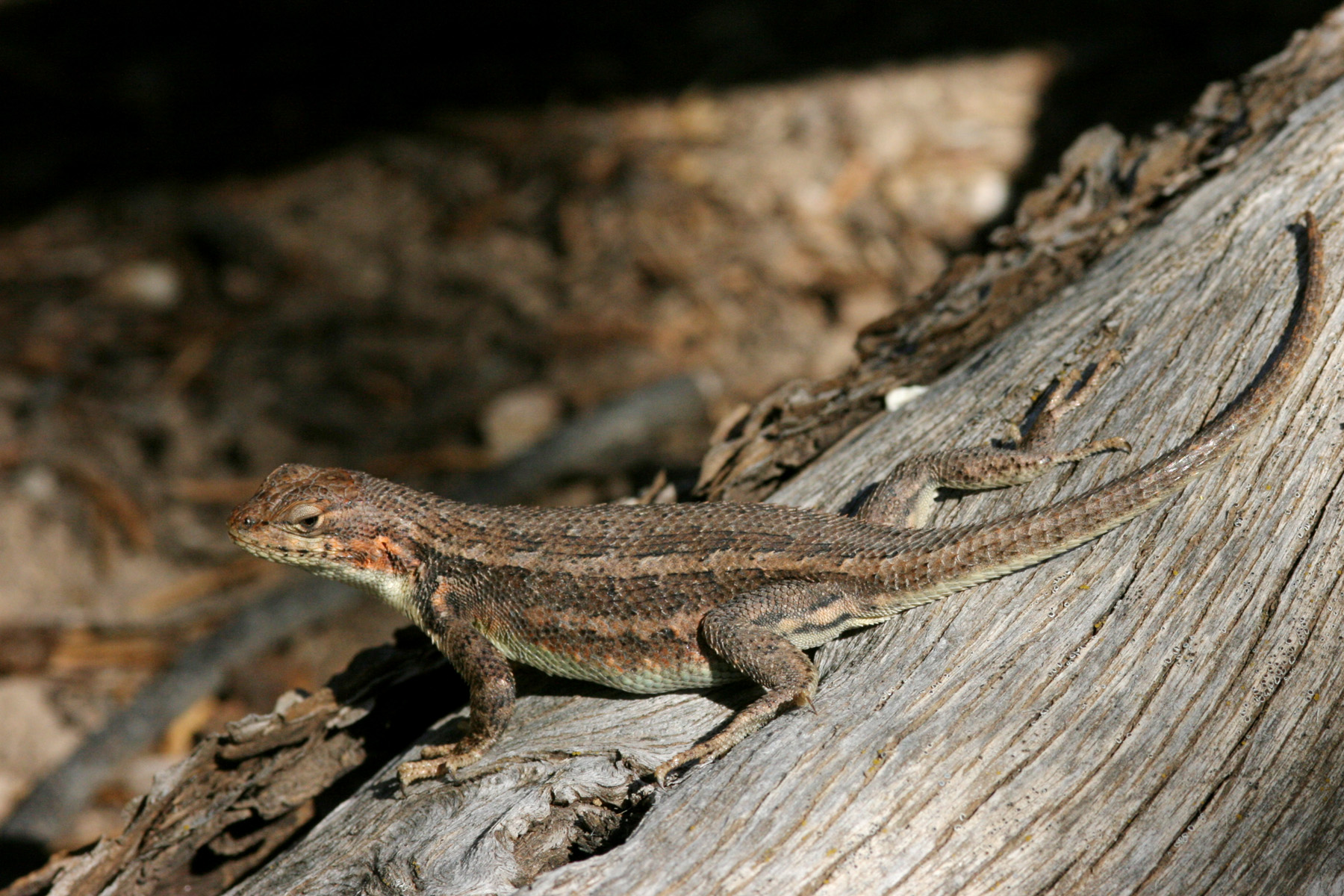
Полинова ігуана (Гарфілд, Колорадо)

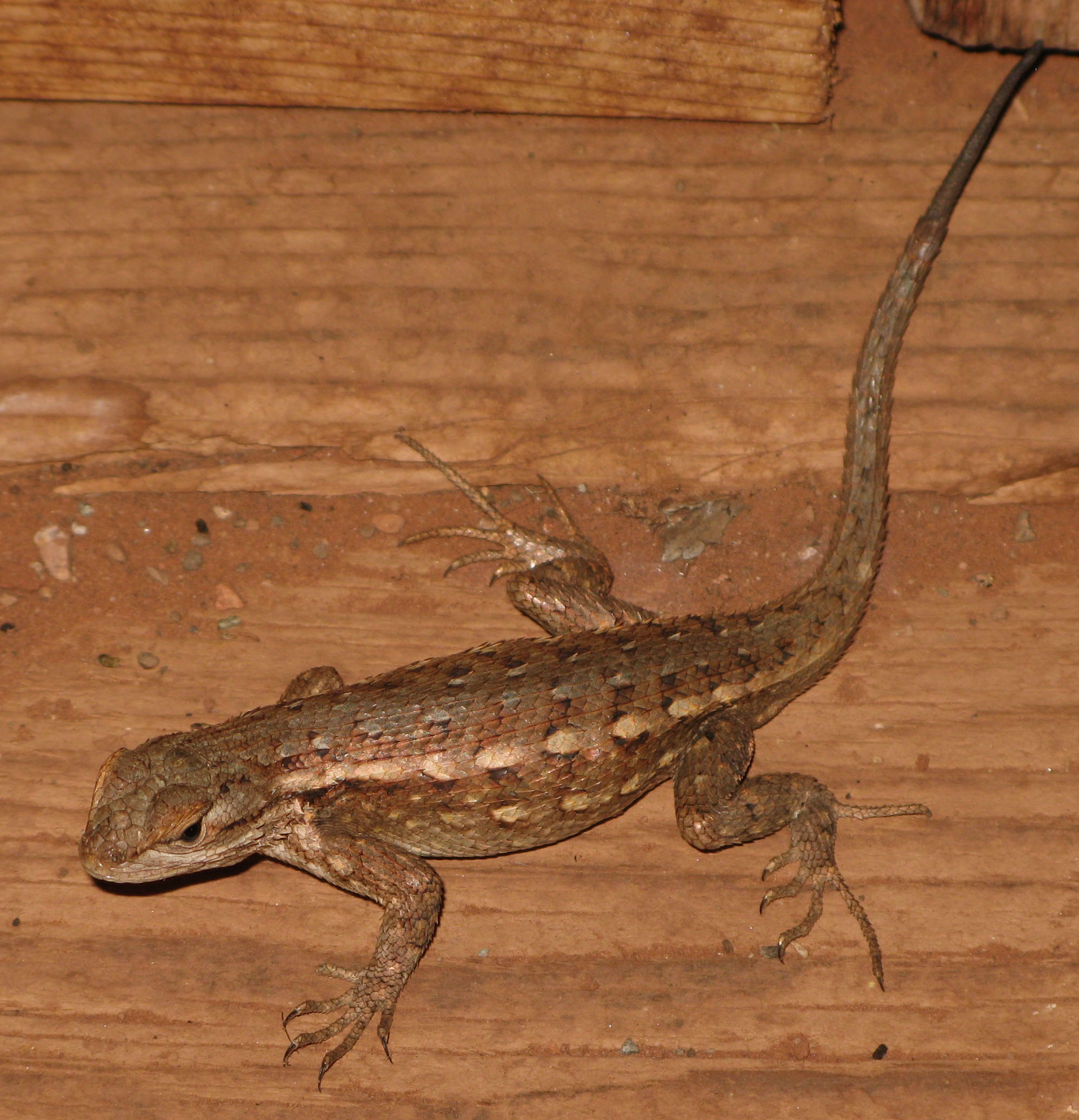
Полинова ігуана (Седона, Аризона)

- Sceloporus graciosus gracilis Baird & Girard, 1852 — південь Орегону і Каліфорнія (на захід від пустелі Великого Басейну, в горах Сьєрра-Невада і Техачапі[en], у внутрішніх  Прибережні хребти[en] і хребет Дьябло[en], а також в гірських масивах Саттер-Баттс[en] і Санта-Крус);
- Sceloporus graciosus graciosus Baird & Girard, 1852 — захід США.

## Поширення і екологія
Полинові ігуани широко поширені на заході США, в Каліфорнії, східному Орегоні, центральному Вашингтоні, південному Айдахо, локально в Монтані і Північній Дакоті, на більшій частині Невади, Юти і Вайомінга, на заході Колорадо і Небраски, на північному заході Нью-Мексико та на півночі Аризони. Вони живуть в полинових, мучницевих і червонокорінникових чагарникових заростях, а також в сосново-ялівцевих лісах та в соснових і псевдотсугових рідколіссях. Віддають перевагу ділянкам з відкритим ґрунтом, на якому ростуть розрізнені невисокі чагарники. Зустрічаються на висоті від 150 до 3200 м над рівнем моря. Ведуть наземний спосіб життя. Полинові ігуани часто залазять на камені і повалені дерева, ховаються в покинутих норах гризунів і серед кущів. Живляться комахами, зокрема мурахами, жуками, кониками, мухами, клопами і метеликами, а також павуками. Відкладають яйця.